# 大小大人
大小 大人（だいしょう おとな、7月15日 - ）は日本の漫画家または漫画原作者。滋賀県出身。昭和第一高等学校卒、東京理科大学工学部卒、代表作は『かけてもいいが、これは絶対に恋ではない。』（裏サンデー）『2ピン芸人』(CoMax)

## 経歴
2012年『SPEC〜翔〜 THE 4コマ』（作画：稜之大介）の原作協力にてデビュー、作画担当の稜之大介とは昭和第一高等学校の同級生であり、そのため、原作協力という形で参加。
同年、少年サンデーの月例賞「まんがカレッジ」に応募し落選した読切作品『モザイク戦隊カクスンジャー』を裏サンデーにて発表後、同サイトにて『かけてもいいが、これは絶対に恋ではない。』で脚本担当として連載。裏サンデー連載後は主に企業向け商品説明マンガの原作を担当していていたが、2023年11月23日より、CoMaxおよび国内電子書籍サイトにて、大小大人として大よそ10年ぶりとなるオリジナル作品『2ピン芸人』の原作担当として連載。

## 連載
- SPEC〜翔〜 THE 4コマ（作画：稜之大介、2012年3月26日 - 2012年6月14日、TBSブックス★）
- かけてもいいが、これは絶対に恋ではない。（作画：稜之大介、裏サンデー、2012年9月25日 - 2013年3月12日、小学館）
- ２ピン芸人（漫画：いわや晃、国内電子書籍サイト（LINEマンガ等）、2023年11月23、CoMaX）

## 読切
- モザイク戦隊カクスンジャー（作画：稜之大介、裏サンデー、2012年9月11日 、小学館）
- ５分でわかるi-TFCシステムーファイバーポスト・コアという新しい選択肢ー（作画：小林裕和、サンメディカル株式会社、2013年12月25日 ）
- ５分でわかるバルクベース－新発想！低重合収縮バルク裏層システム－（作画：いわや晃、サンメディカル株式会社、2014年6月21日 ）
- MANGAでセルミック(セル＆ミク名義）（作画：近江のこ、株式会社セルミック、2014年7月2日 ）
- ５分でわかるプライムアート－作業効率とクオリティーを両立した硬質レジン－（作画：いわや晃、サンメディカル株式会社、2015年1月20日 ）
- ５分でわかるスーパーボンドー進化し続けるレジンセメントー（作画：いわや晃、サンメディカル株式会社、2016年1月20日 ）
- ５分でわかるライトフィックス（作画：いわや晃、サンメディカル株式会社、2015年9月16日 ）
- 今日からはじめるラシンシア（作画：太陽まりい、ラ・シンシシア株式会社　2016年4月22日 ）

## 師匠
- 柴山薫
- 押山雄一